# 弗雷德里克·道格拉斯
弗雷德里克·道格拉斯（英語：Frederick Douglass，1818年2月—1895年2月20日），原名弗雷德里克·奧古斯都·華盛頓·貝利（英語：Frederick Augustus Washington Bailey），19世紀著名美國黑人政治家、演說家、作家。在馬里蘭州從奴隸生活中逃脫後，他成為廢除奴隸制度與社會改革的領袖，影響力涵蓋全美，畢生爭取黑人權益，是废奴运动的代表人物之一，也是反驳「奴隸智商低下，不应该成為美國公民」这类蓄奴言论的佐证案例。
當時的自由州人们幾乎不敢相信，這樣一位偉大的演說家曾經是一位奴隸。此外，弗雷德里克·道格拉斯亦是第一位在美國政府擔任美國外交使節的黑人。

## 早年
1818年2月，道格拉斯生於美國馬里蘭州塔爾博特縣切萨皮克湾东岸地區的農地。具体出生时间不详，后来他自己定为2月14日，不过他后来也曾说：“我并不确定自己有多大了，也从未见过正式的出生记录”。其母哈莉特·贝利（Harriet Bailey）是黑奴，父親則是白人，可能即其母的主人阿伦·安东尼（Aaron Anthony）。他的名字由母亲所取，然而他很早就与母亲分離，在馬里蘭州的農地裡由外祖母贝蒂·贝利（Betty Bailey）撫養長大，六岁与外祖母分开，被送往塔爾博特縣的瓦伊种植园（Wye House），阿伦·安东尼在此担任监工。
安东尼的健康状况下滑后，他被安东尼的女儿庐克雷西亚·奥尔德（Lucretia Auld）派给其夫托马斯·奥尔德（Thomas Auld）在巴爾的摩的兄弟休·奥尔德（Hugh Auld）。道格拉斯12岁的时候，休的妻子索菲亚教他认识字母，后来道格拉斯回忆说索菲亚是一个好心肠的人，“把他当作人看”。但休最终阻止了索菲亚的行为，因为他相信这会促使道格拉斯滋生反叛心理。最终索菲亚被休说服，相信黑奴确实不应读书，一日还从道格拉斯手中夺走了他正在阅读的报纸。后来他偷偷从邻居的小孩和一起工作的白人那里又学到了一些阅读的方法，坚信这是“奴隶通往自由的途径”。安东尼和庐克雷西亚去世后，1833年托马斯从休手中要回道格拉斯，把他租给有“虐奴者”（slave-breaker）之称的爱德华·科威（Edward Covey），道格拉斯常常遭其鞭笞，但最终奋起反抗，使得科威不再敢打他了。

## 获得自由

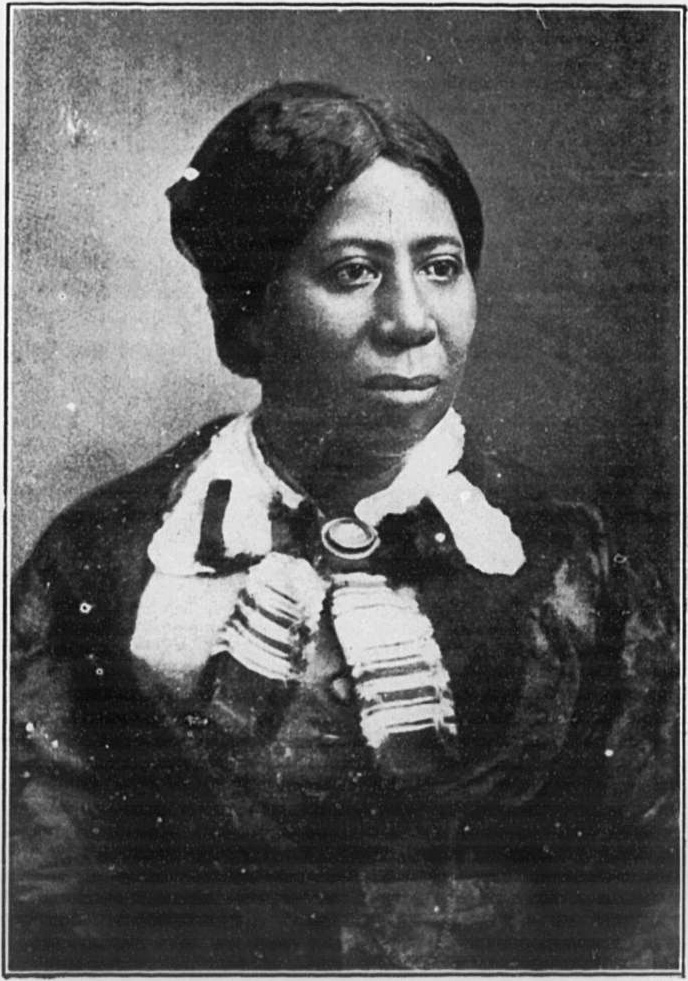
安娜·莫瑞-道格拉斯，约1860年

他曾多次试图逃跑，但均以失败告终。1837年与自由黑人女性安娜·莫瑞相爱，使得他获得自由的决心更加坚定起来。1838年9月3日，他登上费城、威尔明顿和巴尔的摩铁路的列车，与安娜一起逃到麻省的新贝德福德，在此地结识南希和玛丽·约翰逊，约翰逊夫妇中的一人当时在读沃爾特·司各特的《湖邊夫人》，道格拉斯向其询问改名之事，于是约翰逊就地取材为其改名為道格拉斯（原名貝利）。

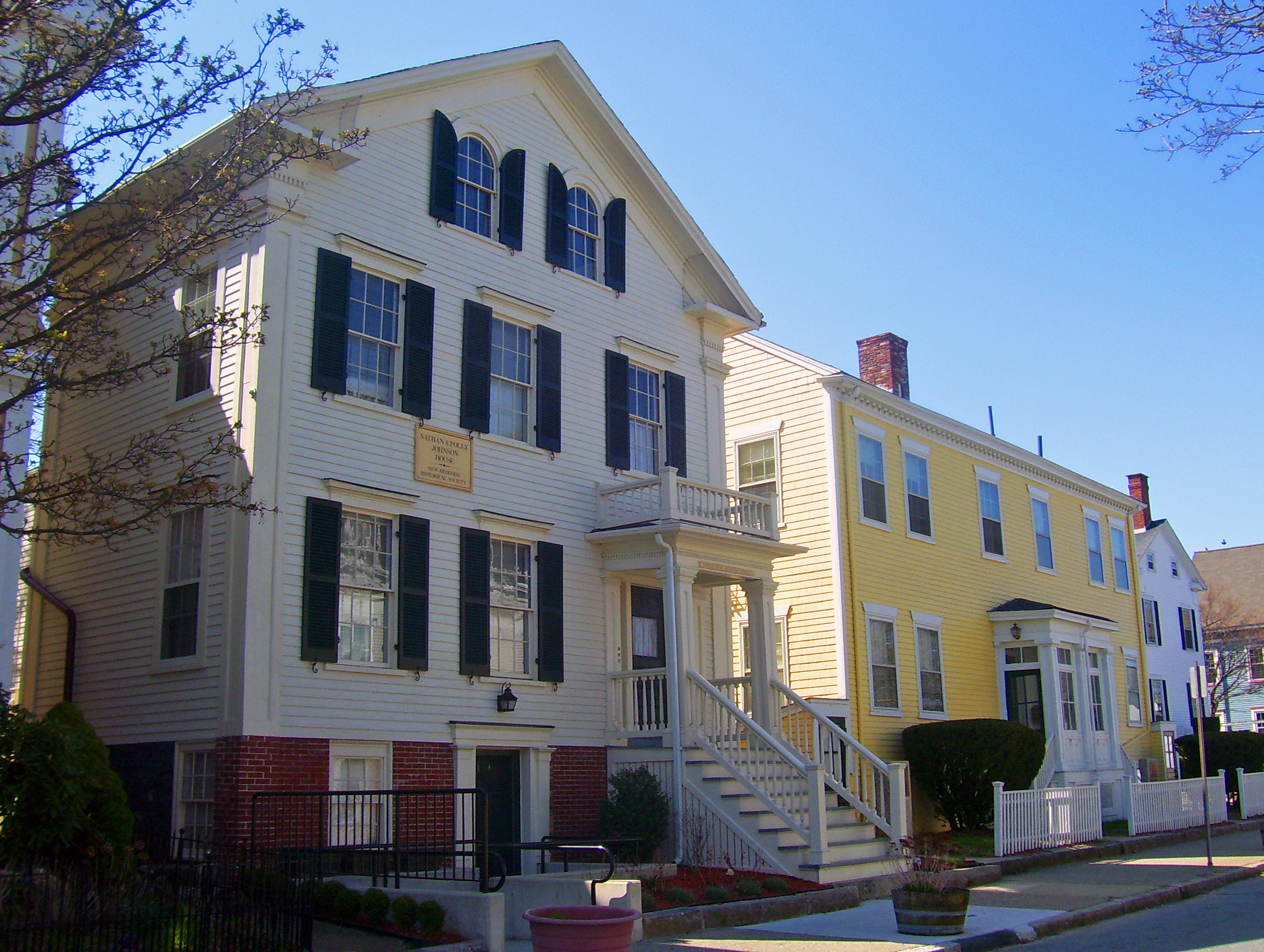
约翰逊夫妇故居，道格拉斯曾在此借住

道格拉斯曾想加入一个白人卫理公会，但发现存在种族隔离，因此转而加入非洲裔循道宗主教制锡安教会（African Methodist Episcopal Zion Church），入会者还包括索杰纳·特鲁思和哈莉特·塔布曼。1839年成为正式的传教士，由此演讲技术得到了提高。1840年他曾在埃尔迈拉和地下鐵路的一个据点发表演说。他读过著名的廢奴運動領袖威廉·勞埃德·加里森主辦的《解放者》，十分感动，曾说：“（加里森的报纸）在我心中地位仅次于圣经”。
1843年他和其他人一起参加了美国反奴隶制学会组织的、为期六个月的巡讲，前往美国东部和中西部其他地区宣传废奴，但其间屡次遭到反对者袭击。在印第安纳州彭德尔顿，他被一名暴徒追打，虽后为贵格会信徒哈迪一家所救，但手部受到严重创伤，加上治疗不当，留下终生之患。

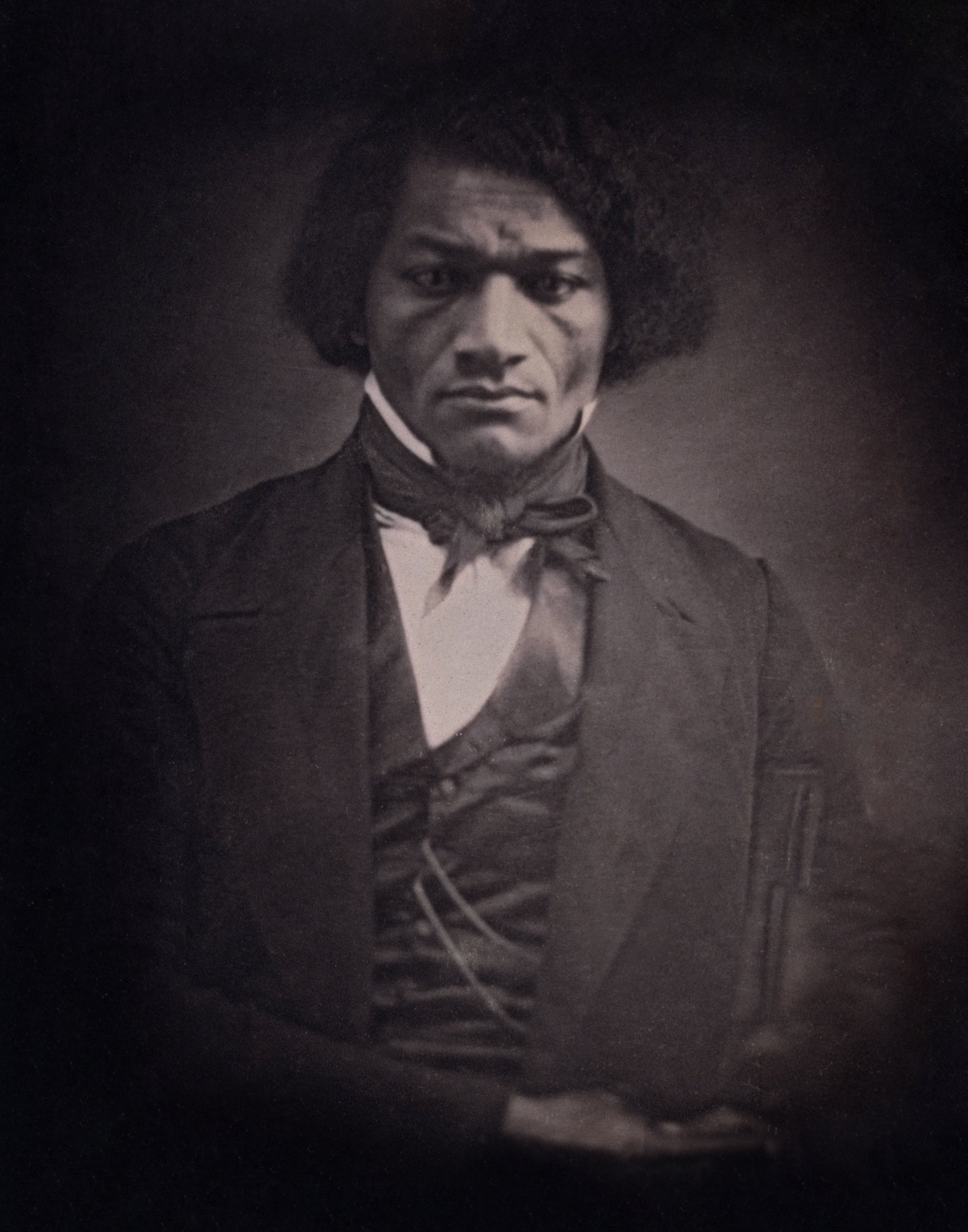
1847年29岁的道格拉斯

1845年他写的《一个美国黑奴的自传》出版，并成为畅销书，还在欧洲一些国家出版。随后前往爱尔兰和英国各地进行演讲，结识了爱尔兰爱国主义者丹尼尔·奥康奈尔和英国废奴主义者托马斯·克拉克森，得到鼓励。据道格拉斯所说，在英格兰人们“不把我当作有色人，而是一个人”来看待。英国废奴者安娜·理查德森和她的妯娌艾伦更为道格拉斯赎身，使得他真正地从托马斯·奥尔德那里获得自由。有很多他的支持者希望他留在英格兰，但考虑到他尚在美国的妻子和同胞们，1847年仍启程回美。

## 返回美国
返回美国后，道格拉斯开始在纽约州羅徹斯特非洲裔循道宗教会的教堂地下室里出版废奴报纸《北方之星》（North Star），资金则来自他的英格兰支持者赠予的500英镑。期间他的思想开始和加里森发生冲突。道格拉斯认为加里森的思想太过激进。如加里森觉得既然美国宪法中规定的国会席位实际是靠各州奴隶人口来决定的，那么美国宪法应已不合时宜。加里森为此烧掉了数百份美国宪法的复印件以示抗议。但道格拉斯在1845年发表《奴隶制违宪》（The Unconstitutionality of Slavery）一文为美国宪法辩护，认为美国宪法仍不失为一个反抗奴隶制的好工具。
1848年道格拉斯出席塞内卡福尔斯会议，是与会的唯一一位非裔美国人。会上他表示支持伊丽莎白·卡迪·斯坦顿寻求女性投票权，他说如果女性不能获得投票权，那么他也不能接受黑人独自获得投票权。但美国宪法第十五条修正案发布后，他又和斯坦顿分道扬镳，宣布支持仅给予了美国黑人投票权的这一修正案，以防过度激进的斯坦顿派导致黑人和妇女都无法获得权利。

## 内战时期

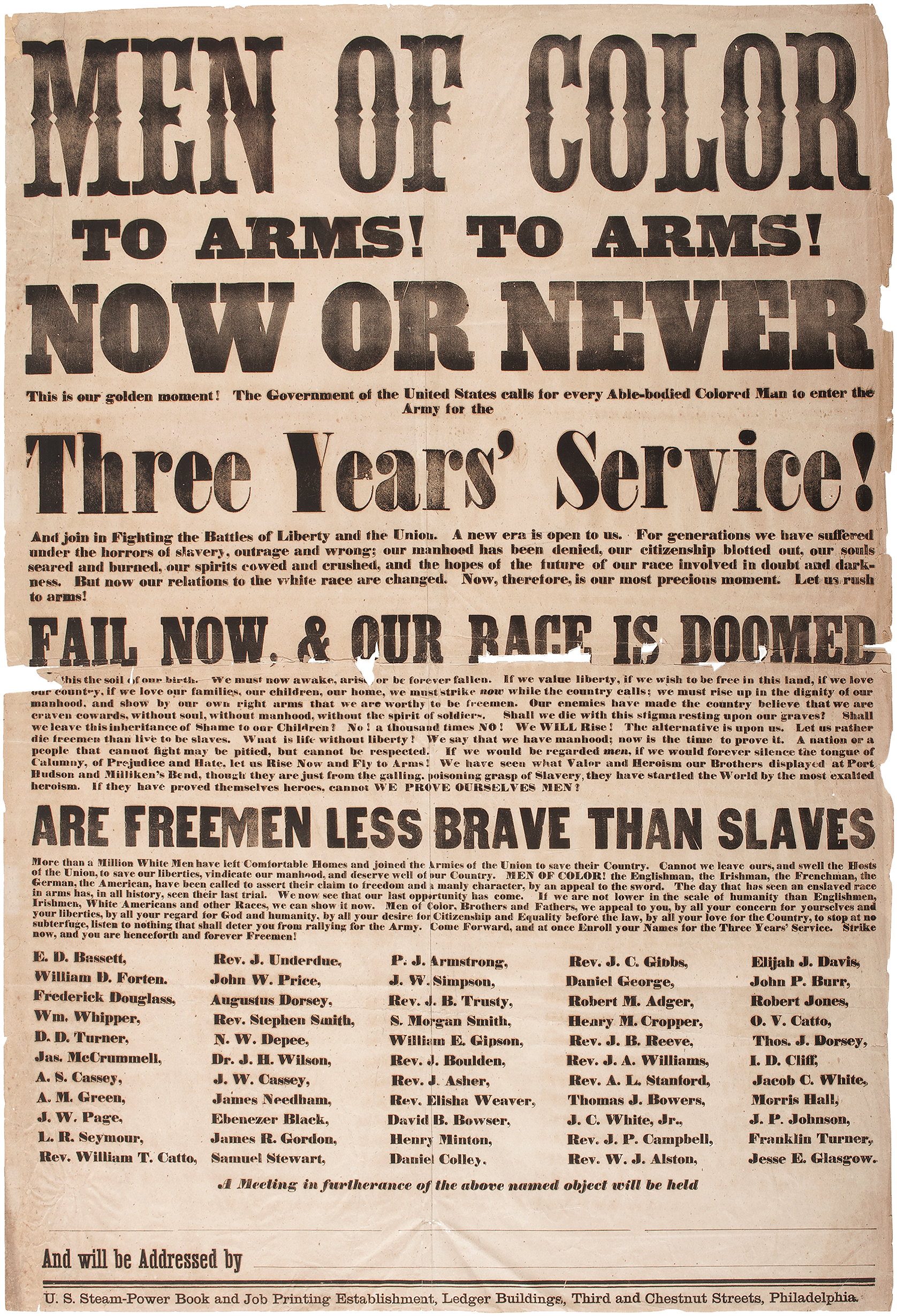
1863年道格拉斯号召有色人种参军的宣传页

道格拉斯认为南北战争既是因解放黑奴而起，那么黑人就应该参战出力。1861年8月他在一篇记述第一次馬納沙斯之役的文章中提到当时已经有黑人参军了。他本人也曾帮助马萨诸塞州第54步兵军团征兵，他的儿子查理和路易都曾参军。为了黑人参军一事，他还专门去和总统林肯进行商议。林肯的《解放奴隸宣言》发表后，他对此表示赞赏。但因林肯未曾公开表示对黑人参政权的支持，1864年美国大选时他转而支持了激进民主党的候选人约翰·弗里蒙特。1876年4月14日，道格拉斯在解放纪念碑揭幕典礼上发表演讲，对林肯作了较为公正的评价，认为林肯虽然最初并没有坚持废奴，但后来仍然为黑奴的解放做出了巨大贡献。

## 重建时期

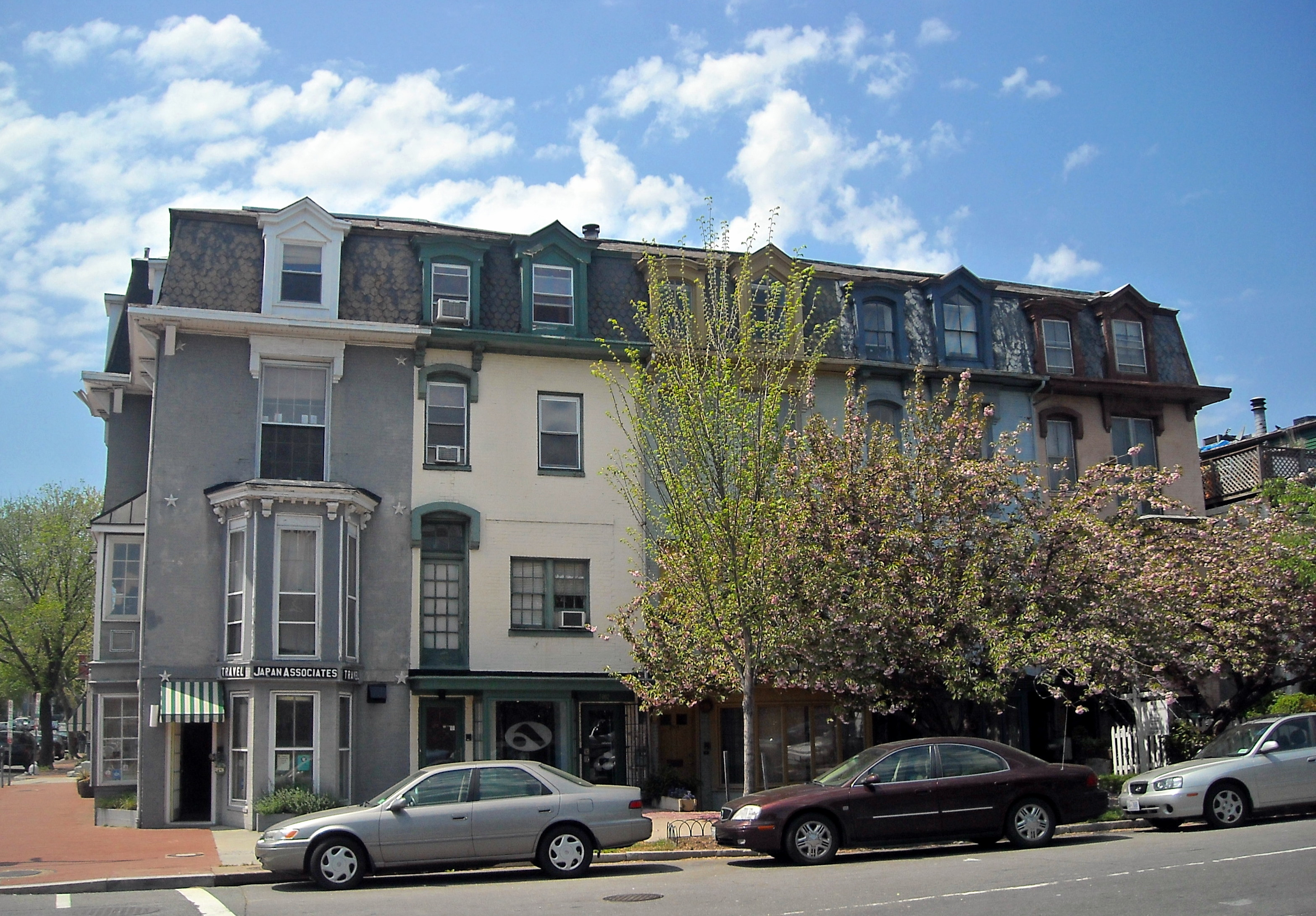
道格拉斯在华盛顿特区U街的居所

战后，他除了继续争取黑人和女性权益，还成为了自由人储蓄银行（Freedman's Savings Bank）的行长。面对战后白人至上主义者的反弹，他于1868年宣布支持尤利西斯·辛普森·格兰特。格兰特上任后派遣他和其他些人去西印度群岛考察兼并聖多明哥事宜，格兰特和道格拉斯都看好此事，但最终兼并一案被国会驳回。1872年他成为首位被提名美国副总统的黑人，但这事道格拉斯事前并不知晓，后来他也没进行拉票。此外，当年他还是纽约州的总统选举人。

## 晚年

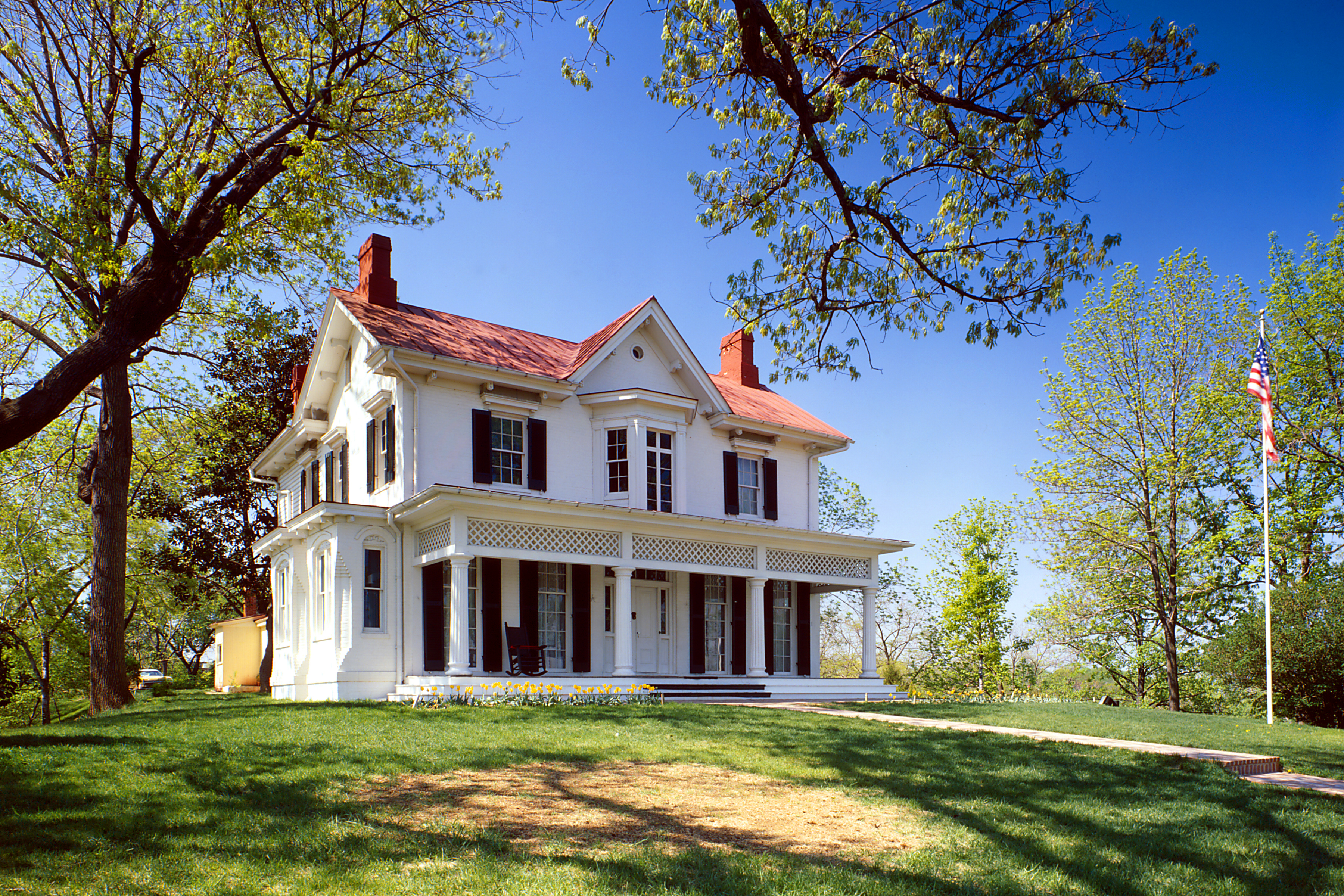
道格拉斯在华盛顿特区阿納卡斯蒂亞历史区的居所“Cedar Hill”

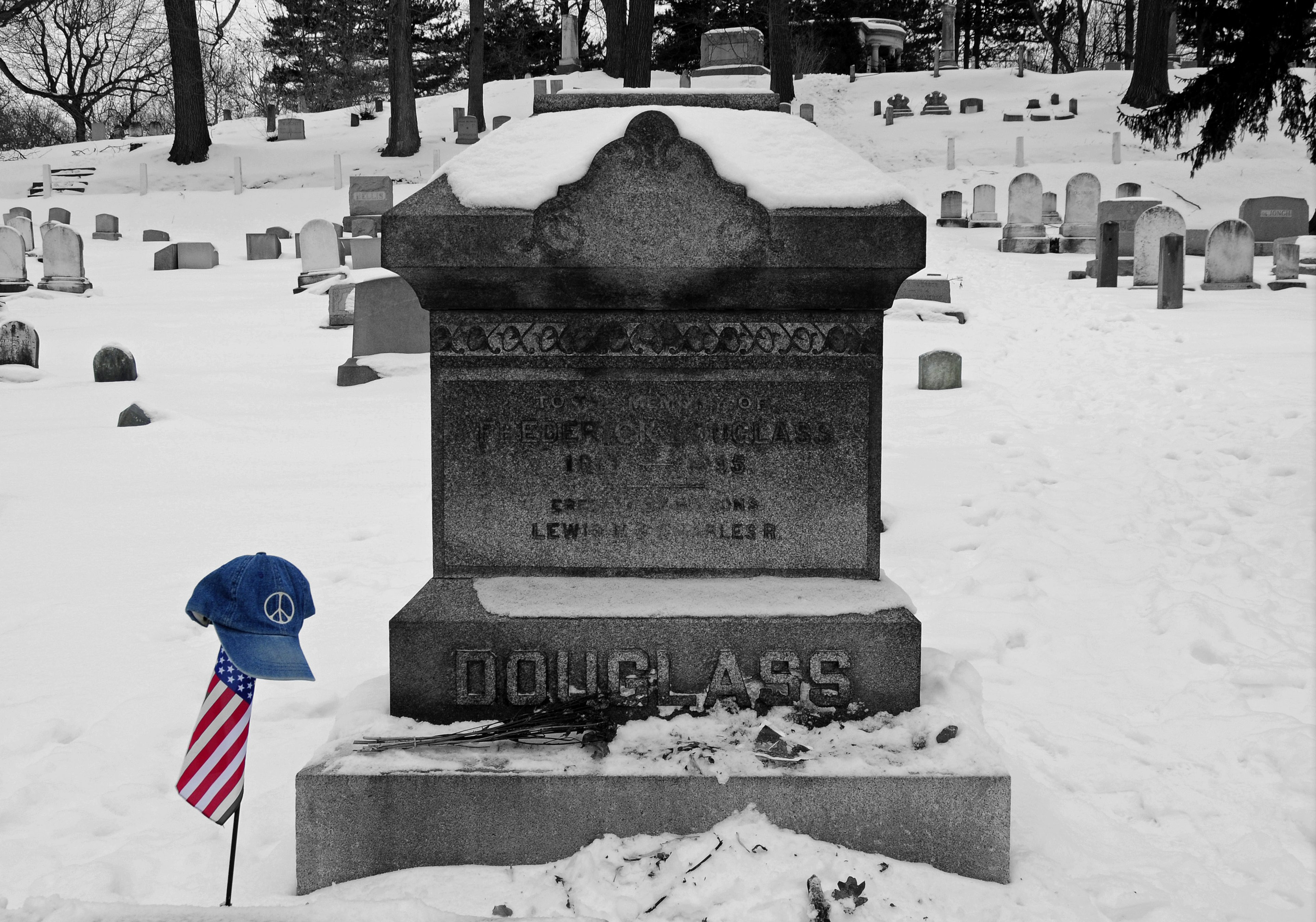
道格拉斯在罗切斯特希望山公墓的墓碑

自由人储蓄银行在他担任行长之后数月就破产了，同时他发行的报纸《新时代》（The New Era）也以失败告终，这导致道格拉斯面临经济危机。拉瑟福德·伯查德·海斯当选总统后，任命道格拉斯为华盛顿特区法警以缓解其经济拮据。
1877年他去探望垂死的托马斯·奥尔德，二人和解。同年，他买下阿納卡斯蒂亞河河畔的房子作为最后的居所，与安娜共同将其命名为“Cedar Hill”。1881年发表最后一部自传《弗雷德里克·道格拉斯的一生》（The Life and Times of Frederick Douglass），担任华盛顿特区契據登記官。次年安娜逝世，1884年道格拉斯再婚。晚年他仍四处参加政治活动。在1888年的共和党全国代表大会上，他成为第一个被美国主要政党在美国总统选举唱票时提名的黑人。
1889年美国总统本杰明·哈里森任其为美国驻海地共和国公使和多米尼加共和国代办，但道格拉斯在1891年7月辞职。1895年2月20日在参加完一场集会后，他于家中逝世，死因可能是急性心脏病或中风。他的葬礼在大都会非裔衛理公會教堂（Metropolitan African Methodist Episcopal Church）举行，棺椁则迁回罗彻斯特安葬。

## 外部連接
- Fourth of July Speech （页面存档备份，存于）, "What to the slave is the 4th of July?," July 5, 1852
- Letter to Thomas Auld (September 3, 1848)
- The Frederick Douglass Papers Edition : A Critical Edition of Douglass' Complete Works, including speeches, autobiographies, letters, and other writings.
- Frederick Douglass的作品  - 古騰堡計劃
- 互联网档案馆中弗雷德里克·道格拉斯的作品或与之相关的作品
- 來自弗雷德里克·道格拉斯的LibriVox公共領域有聲讀物
- Works by Frederick Douglass （页面存档备份，存于） at Online Books Page
- Narrative of the Life of Frederick Douglass, an American Slave. Written by Himself. （页面存档备份，存于） Boston: Anti-Slavery Office, 1845.
- The Heroic Slave. From Autographs for Freedom, Ed. Julia Griffiths. （页面存档备份，存于） Boston: John P. Jewett and Company. Cleveland, Ohio: Jewett, Proctor, and Worthington. London: Low and Company., 1853.
- My Bondage and My Freedom. Part I. Life as a Slave. Part II. Life as a Freeman. （页面存档备份，存于） New York: Miller, Orton & Mulligan, 1855.
- Life and Times of Frederick Douglass: His Early Life as a Slave, His Escape from Bondage, and His Complete History to the Present Time. （页面存档备份，存于） Hartford, Conn.: Park Publishing Co., 1881.
- Frederick Douglass lecture on Haiti[永久] – Given at the World's Fair in Chicago, January 1893.
- The Frederick Douglass Diary (1886–87) （页面存档备份，存于）
- The Liberator Files, Items concerning Frederick Douglass from Horace Seldon's collection and summary of research of William Lloyd Garrison's The Liberator, original copies at the Boston Public Library, Boston, Massachusetts.
- Video. YouTube上的In the Words of Frederick Douglass January 27, 2012.
- Frederick Douglass frequently spoke in Bloomington - Pantagraph （页面存档备份，存于） (Bloomington, Illinois newspaper)

指南
- Frederick Douglass: Online Resources （页面存档备份，存于） from the Library of Congress

生平
- Frederick Douglass Project, University of Rochester.
- "Frederick Douglass" （页面存档备份，存于）, (American Memory, Library of Congress) Includes timeline.
- Timeline of Frederick Douglass and family （页面存档备份，存于）
- Timeline of "The Life of Frederick Douglass" – Features key political events
- Read more about Frederick Douglass
- Frederick Douglass NHS – Douglass' Life （页面存档备份，存于）
- Frederick Douglass NHS – Cedar Hill （页面存档备份，存于）, National Park Service website
- Frederick Douglass Western New York Suffragists
- Mr. Lincoln and Freedom: Frederick Douglass （页面存档备份，存于）
- Mr. Lincoln's White House: Frederick Douglass （页面存档备份，存于）
- "Writings of Frederick Douglass" （页面存档备份，存于）, from C-SPAN's American Writers: A Journey Through History

纪念
- Frederick Douglass National Historic Site （页面存档备份，存于）, Washington, DC home of Frederick Douglass
- Frederick Douglass Gardens at Cedar Hill, Frederick Douglass Gardens
- Frederick Douglass Circle, in Harlem overlooking Central Park has a statue of Frederick Douglass. North of this point, 8th Avenue is referred to as Frederick Douglass Boulevard
- The Frederick Douglass Prize （页面存档备份，存于）, a national book prize
- Lewis N. Douglass （页面存档备份，存于） as a Sergeant Major in the 54th Massachusetts Volunteer Infantry
- 短片 Fighter for Freedom: The Frederick Douglass Story (1984) 可在互联网档案馆自由下载